# Weebosch
Weebosch est un village dans la commune de Bergeijk, dans la province du Brabant-Septentrional aux Pays-Bas. Weebosch se trouve dans la partie ouest de la commune, proche de la frontière belge.
Dans l'usage local, le nom du village est toujours précédé de l'article : De Weebosch, mais cet article n'est pas dans le nom officiel.
Le village était connu pour son pèlerinage à Saint Gérard Majella.